# Franckesmolen
De Franckesmolen (ook: Molen van Sint-Anna) is een windmolenrestant in de Oost-Vlaamse plaats Sint-Anna, waarvan het grondgebied echter behoort tot de gemeente Waasmunster. De molen is gelegen aan de Sint-Annastraat 36.
Deze ronde stenen molen van het type grondzeiler fungeerde als oliemolen.

## Geschiedenis
De molen werd voor het eerst vermeld in 1830. In 1897 werd de molen al ingericht als woning. Later werd de molen als opslagplaats gebruikt en één der eigenaars, die garagehouder was, heeft er nog eens een stapel autobanden in brand gestoken. In 2005 werd het onderste deel van de molenromp geconsolideerd.
- Inventaris van het Bouwkundig Erfgoed (Vlaanderen): 88595